# Coll de Creu (el Tec)
El Coll de Creu és una collada situada a 1.472,5 m alt del límit dels termes comunals de Prats de Molló i la Presta i del Tec, a la comarca del Vallespir (Catalunya del Nord).
És en el sector central-occidental del terme del Tec, al sud-oest de Benat i al nord-oest del Coll de Sous.
Hi passa la carretera D74, ran del límit dels dos termes comunals esmentats.